# تنهایی اعداد اول (رمان)
تنهایی اعداد اول رمانی از پائولو جوردانو نویسنده ایتالیایی است که در سال ۲۰۰۸ منتشر شده‌است.
این کتاب برنده جایزه استرگا و همچنین نامزد دریافت جایزه فمینا و جایزه رمان برتر اروپا شده‌است. همچنین بر اساس این کتاب فیلمی به کارگادانی ساوریو وستانتزو در سال ۲۰۱۰ ساخته شده‌است.

## در مورد داستان
پائولو جوردانودر این کتاب زندگی دوران کودکی، جوانی و بزرگسالی پسری به نام «ماتیا» و دختری به نام «آلیس» را که هر یک به گونه‌ای و خیلی زود در برابر آسیب‌ها و سختی‌های زندگی قرار می‌گیرند، روایت می‌کند و راوی داستان دو قلوهایی است که حس خواهر و برادری میانشان کم‌رنگ شده‌است.
«آلیس» جراحت‌های وحشتناک ناشی از ورزش اسکی را که به طور ناخواسته آن را انجام می‌دهد تحمل می‌کند، به اندازه‌ای که حتی نزدیک است کشته شود. او به اجبار پدرش ورزش اسکی را دنبال می‌کند و در یک صبح برفی که برای تمرین به میان برف‌ها رفته و هیچ تمایلی به بازی ندارد، در حالت خستگی و درماندگی تصمیم می‌گیرد از روی تپه‌های برفی پایین بیاید. این ماجراجویی موجب می‌شود او برای همیشه فلج شود.
«ماتیا» هم آسیب‌های احساسی - عاطفی داشتن خواهر دوقلوی عقب مانده‌اش را پس از این‌که او را در یک پارک رها می‌کند و خودش به جشن تولد می‌رود، به دوش می‌کشد. «ماتیا» همیشه از داشتن یک خواهر عقب‌افتاده خجالت می‌کشد. این ضربه‌ها بعدها نشانه‌هایشان را به صورت فیزیکی در زندگی هر دوی آن‌ها نشان می‌دهد. این دو در مدرسه هم مانند اعداد اول ریاضی با محیط اطراف بیگانه‌اند. با این وجود در مدرسه ارتباط ویژه‌ای با هم اما نه از نوع رمانتیک برقرار می‌کنند. اما پس از مدتی به ناچار از هم دور می‌شوند.
این دوری تا وقتی‌که آلیس با خانمی که به نظر می‌رسد می‌تواند خواهر «ماتیا» باشد برخورد می‌کند، ادامه دارد. اما پس از این اتفاق دوباره همدیگر را پیدا می‌کنند. آن‌ها همدیگر را دوست دارند اما هیچ یک از پس بیان احساساتش برنمی‌آیند و داستان در حالی تمام می‌شود که هر یک راهی جدا از هم در پیش می‌گیرند.
«تنهایی اعداد اول» تا به حال به سی زبان ترجمه شده و میلیون‌ها نسخه از آن فروخته شده‌است.